# Cold Shoulder (Lichtenstein)
Pour les articles homonymes, voir Cold Shoulder.
Cold Shoulder est un tableau réalisé par le peintre américain Roy Lichtenstein en 1963. Exécutée à la peinture à l'huile et la peinture acrylique, cette toile de format vertical imite dans un style pop art une case de bande dessinée imprimée en usant de points Benday. Le profil droit fuyant devant un fond rouge, une jeune femme blonde à l'épaule nue y figure en buste sous un phylactère contenant une salutation en langue anglaise qu'elle lance visiblement peu assurée. Le titre peut ainsi se comprendre comme un jeu de mots renvoyant aussi bien à l'absence de manche de son vêtement noir qu'au caractère manifestement inamical de l'interaction dans le cadre de laquelle elle prononce son « Hello… ». Reçue en don de Robert H. Halff, l'œuvre est conservée depuis 2005 au musée d'Art du comté de Los Angeles, à Los Angeles, en Californie.